# Super Prestige Pernod 1974
De Super Prestige Pernod 1974 was de zestiende editie van dit regelmatigheidsklassement in het wielrennen. Ten opzichte van vorig jaar telde de Ronde van Zwitserland voor het eerst mee voor het klassement. De Ronde van Nieuw-Frankrijk die in 1973 al niet meer was verreden werd van de kalender gehaald. Dit jaar telde ook de Waalse Pijl weer mee, maar leverde Luik-Bastenaken-Luik geen punten op (deze koersen wisselden elkaar tussen 1970–1975 af in de Super Prestige Pernod). Er telden dit jaar in totaal twintig wedstrijden mee voor de Super Prestige Pernod.
De gehele top-drie van het eindklassement bestond uit Belgen. Dit was het enige jaar in de historie van de Super Prestige Pernod dat de top-drie uit hetzelfde land kwam. Voor de zesde achtereenvolgende keer werd Eddy Merckx winnaar van de Super Prestige Pernod. Hij won zowel de Giro als de Tour voor de vijfde keer en evenaarde daarmee de records van Alfredo Binda, Fausto Coppi (vijf Giro-overwinningen) en Jacques Anquetil (vijf Tourzeges). Dit waren Merckx' tiende en elfde overwinning in een grote ronde, een record dat tot op heden nog niet is gebroken. Ook werd hij voor de derde keer wereldkampioen en kwam daarmee op gelijke hoogte met Binda en Rik Van Steenbergen. In het eindklassement eindigde Roger De Vlaeminck als tweede en Frans Verbeeck als derde.
Op het WK versloeg Merckx Raymond Poulidor, die voor de vierde keer op het podium eindigde. De Fransman evenaarde daarmee Binda, Van Steenbergen, André Darrigade en Rik Van Looy, die ook allemaal vier WK-medailles wonnen. Poulidor was de enige van die vier die nooit wereldkampioen werd. De Ronde van Spanje werd dit jaar gewonnen door José Manuel Fuente. Het was Fuentes tweede Vuelta-overwinning; hij was na Gustaaf Deloor en Julián Berrendero nog maar de derde renner die daarin slaagde. Behalve de Super Prestige Pernod werden er nog twee andere prijzen uitgereikt: de Prestige Pernod voor Franse renners en de Promotion Pernod voor Franse renners onder de 25 jaar.

## Wedstrijden
| Datum           | Koers                                  | Winnaar                           |
| --------------- | -------------------------------------- | --------------------------------- |
| 9–17 maart      | Parijs-Nice (1974)                     | Joop Zoetemelk                    |
| 18 maart        | Milaan-San Remo (1974)                 | Felice Gimondi                    |
| 25–29 maart     | Catalaanse Week (1974)                 | Joop Zoetemelk                    |
| 31 maart        | Ronde van Vlaanderen (1974)            | Cees Bal                          |
| 7 april         | Parijs-Roubaix (1974)                  | Roger De Vlaeminck                |
| 11 april        | Waalse Pijl (1974)                     | Frans Verbeeck                    |
| 1 mei           | Rund um den Henninger-Turm (1974)      | Walter Godefroot                  |
| 23 april–12 mei | Ronde van Spanje (1974)                | José Manuel Fuente                |
| 7–12 mei        | Ronde van Romandië (1974)              | Joop Zoetemelk                    |
| 8–12 mei        | Vierdaagse van Duinkerke (1974)        | Walter Godefroot                  |
| 22–25 mei       | Grand Prix du Midi Libre (1974)        | Jean-Pierre Danguillaume          |
| 26 mei          | Bordeaux-Parijs (1974)                 | Herman Vanspringel Régis Delépine |
| 16 mei–8 juni   | Ronde van Italië (1974)                | Eddy Merckx                       |
| 3–10 juni       | Critérium du Dauphiné Libéré (1974)    | Alain Santy                       |
| 13–21 juni      | Ronde van Zwitserland (1974)           | Eddy Merckx                       |
| 27 juni–21 juli | Ronde van Frankrijk (1974)             | Eddy Merckx                       |
| 25 augustus     | Wereldkampioenschap in Montreal (1974) | Eddy Merckx                       |
| 29 september    | Tours-Parijs (1974)                    | Francesco Moser                   |
| 6 oktober       | Grote Landenprijs (1974)               | Roy Schuiten                      |
| 12 oktober      | Ronde van Lombardije (1974)            | Roger De Vlaeminck                |

## Eindklassementen

### Individueel
| Plek | Renner                   | Punten |
| ---- | ------------------------ | ------ |
| 1    | Eddy Merckx              | 455    |
| 2    | Roger De Vlaeminck       | 205    |
| 3    | Frans Verbeeck           | 159    |
| 4    | Raymond Poulidor         | 150    |
| 5    | Joop Zoetemelk           | 145    |
| 6    | Jean-Pierre Danguillaume | 133    |
| 7    | Alain Santy              | 130    |
| 8    | Francesco Moser          | 128    |
| 9    | Eric Leman               | 115    |
| 10   | Joaquim Agostinho        | 95     |
| 10   | Felice Gimondi           | 95     |

- Prestige Pernod: Alain Santy
- Promotion Pernod: Bernard Bourreau

1959 · 1960 · 1961 · 1962 · 1963 · 1964 · 1965 · 1966 · 1967 · 1968 · 1969 · 1970 · 1971 · 1972 · 1973 · 1974 · 1975 · 1976 · 1977 · 1978 · 1979 · 1980 · 1981 · 1982 · 1983 · 1984 · 1985 · 1986 · 1987